# Lofer
Lofer település Ausztriában, Salzburg tartományban a Zell am See-i járásban található. Területe 55,63 km², lakosainak száma 1951 fő, népsűrűsége 35 fő/km² (2014. január 1-jén). A település 626 méter tengerszint feletti magasságban helyezkedik el.
A település részei:
- Au (165 fő, 2011. október 31-én[3])
- Faistau (57)
- Hallenstein (140)
- Lofer (1094)
- Mayrberg (43)
- Scheffsnoth (423)

## Fordítás
Ez a szócikk részben vagy egészben  a   Lofer című angol Wikipédia-szócikk ezen változatának fordításán alapul.  Az eredeti cikk szerkesztőit annak laptörténete sorolja fel. Ez a jelzés csupán a megfogalmazás eredetét és a szerzői jogokat jelzi, nem szolgál a cikkben szereplő információk forrásmegjelöléseként.